# 濠情歲月
《濠情歲月》是一部以抗日戰爭为背景的愛情電影，陳逸峰執導。主要演員有方力申、鄧麗欣和愛新覺羅·啟星。

## 故事簡介
故事發生在上世紀四十年代的澳門。女主角素心（爱新觉罗·启星飾）跟隨父親逃避戰亂落難來到澳門，可是流落異鄉的他們受盡凌辱。此時，當地記者洪洋（方力申飾）挺身而出維護素心並使兩人暗生情愫。素心有一位知心姐妹楚豔紅（鄧麗欣飾）是千花苑的當紅歌姬，兩人情同姐妹。無意間，豔紅發現自己一直暗戀的遠房表哥竟是素心多次提及的愛人──洪洋……

## 演員陣容
- 鄧麗欣 飾演 楚豔紅（原名：程小紅）
- 方力申 飾演 洪洋
- 愛新覺羅·啟星 飾演 素心

## 名字事件
擁有本片版權之千勣企業有限公司，於2007年6月1日並改以《千般愛》為電影名發行本片DVD，被指是刻意與當時方力申、鄧麗欣主演的電影《十分愛》混淆，更有人買碟後向方力申的經紀公司投訴被騙。

## 參看
- 澳門電影

## 外部連結
- Stephy談拍攝時感受 sound & photo （页面存档备份，存于）